# لوري غرينير
لوري غرينير (بالإنجليزية: Lori Greiner)‏ هي كاتِبة وكاتبة مسرحية ومخترِعة ورائدة أعمال أمريكية، ولدت في 9 ديسمبر 1969 في شيكاغو في الولايات المتحدة.

## وصلات خارجية
- الموقع الرسمي